# Украинская вышиванка (монета)
Украинская вышиванка — памятная нейзильберовая монета номиналом 5 гривен, выпущенная Национальным банком Украины. Посвящена элементу народного костюма, украинской вышиванке.
Монета была введена в оборот 20 августа 2013 года.

## Описание монеты и характеристики
| Номинал грн. | Металл     | Масса, г | Диаметр, мм | Качество изготовления     | Гурт     | Тираж, штук |
| ------------ | ---------- | -------- | ----------- | ------------------------- | -------- | ----------- |
| 5            | нейзильбер | 16.54    | 35,0        | специальний анциркулейтед | рифлёный | 30 000      |

### Аверс
На рельефной поверхности поля аверса, вверху малый Государственный Герб Украины, надпись полукругом «НАЦІОНАЛЬНИЙ БАНК УКРАЇНИ», изображение девушки с веткой в руках, которая вышивает полотно, фрагмент которого цветной (использована тампопечать), на фоне полотна номинал — «5 гривень», под которым справа — год чеканки монеты «2013». На монете из нейзильбера слева расположен логотип Монетного двора Национального банка Украины.

### Реверс
На реверсе монеты расположен цветной фрагмент полотна вышиванки (использована тампопечать), надпись полукругом «УКРАЇНСЬКА» (вверху) «ВИШИВАНКА» (внизу).

## Авторы
- Художники: Таран Владимир, Харук Александр, Харук Сергей.
- Скульпторы: Демьяненко Владимир, Атаманчук Владимир.

## Стоимость монети
Цену монеты — 20 гривен установил Национальный банк Украины в период реализации монеты через его филиалы в 2013 году.
Фактическая приблизительная стоимость монеты с годами изменялась так:
| Год        | 2013 | 2014 | 2015 |
| ---------- | ---- | ---- | ---- |
| Цена, грн. | 57   | 106  | 150  |